# 1259

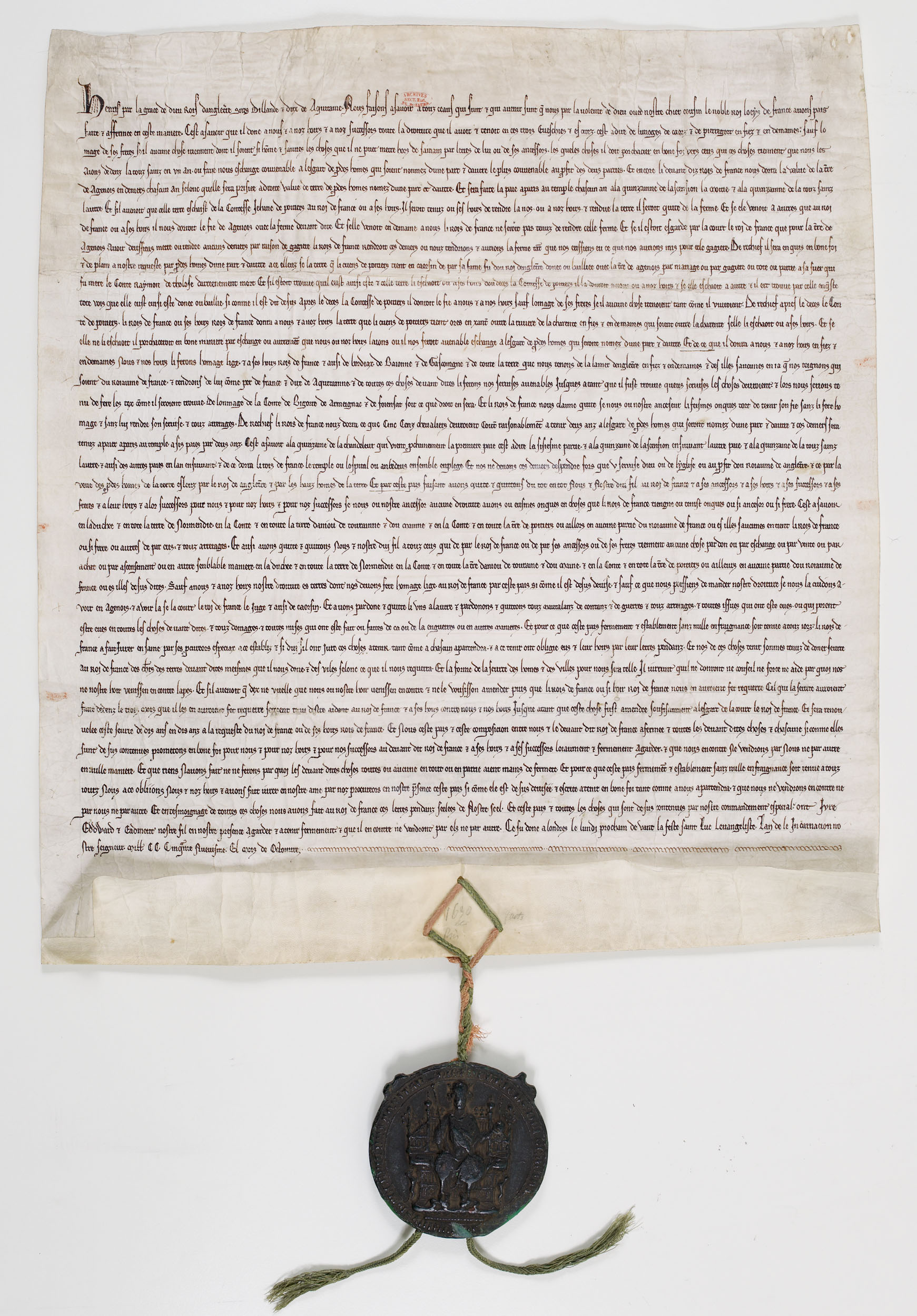
Verdrag van Parijs

Het jaar 1259 is het 59e jaar in de 13e eeuw volgens de christelijke jaartelling.

## Gebeurtenissen
- 1 januari - Michaël VIII Palaiologos wordt uitgeroepen tot medekeizer van het keizerrijk Nicea naast Johannes IV Doukas Laskaris, voor wie hij ook al als regent optreedt.
- 12 juni - Amersfoort verkrijgt stadsrechten van de Utrechtse bisschop Hendrik van Vianden.
- september - Slag bij Pelagonia: Nicea verslaat een verbond van Achaje en Epirus, gesteund door Sicilië. Begin van de Byzantijnse herovering van Griekenland; Achaja wordt gereduceerd tot een Niceaanse vazalstaat.
- 4 december - Verdrag van Parijs: Hendrik III van Engeland geeft zijn aanspraken op Normandië en bijbehorende gebieden op, en erkent Lodewijk IX van Frankrijk als leenheer over Aquitanië. Lodewijk op zijn beurt erkent het Engelse bezit van de Kanaaleilanden en beëindigt zijn steun aan Engelse rebellen.
- Stichting van het koninkrijk Lanna in Noord-Thailand.
- De Wendische stedenbond wordt gesticht.
- Na een mislukte opstand tegen de Mongolen vlucht medekoning David VI Narin van Georgië naar West-Georgië (Imeretië), en wordt daar koning. Zijn neef en medekoning David VII Oeloe wordt nu enig koning van Oost-Georgië.
- Het vorstendom Anhalt wordt verdeeld in Anhalt-Aschersleben (vorst Hendrik II), Anhalt-Bernburg (Bernhard I) en Anhalt-Köthen (Siegfried I).
- Chimalhuacán wordt gesticht.
- Nasir al-Din al-Toesi laat een sterrenwacht bouwen in Maragha.
- oudst bekende vermelding: Kaulille, Nazareth, Sedan

## Kunst en literatuur
- Nicola Pisano: preekstoel in het Baptisterium van Pisa
- fresco's in de kerk van Bojana, Bulgarije

## Opvolging
- Berg - Adolf IV opgevolgd door zijn zoon Adolf V
- Boulogne - Mathilde II opgevolgd door haar nicht Adelheid van Brabant
- Denemarken - Christoffel I opgevolgd door zijn zoon Erik V onder regentschap van diens moeder Margaret Sambiria
- Japan - Go-Fukakusa opgevolgd door zijn broer Kameyama
- Mamelukken (Egypte) - Nur Eddin ben Aybak opgevolgd door Muzafar Seif Eddin Qutuz
- Piëmont - Thomas van Savoye opgevolgd door zijn zoon Thomas III

## Afbeeldingen

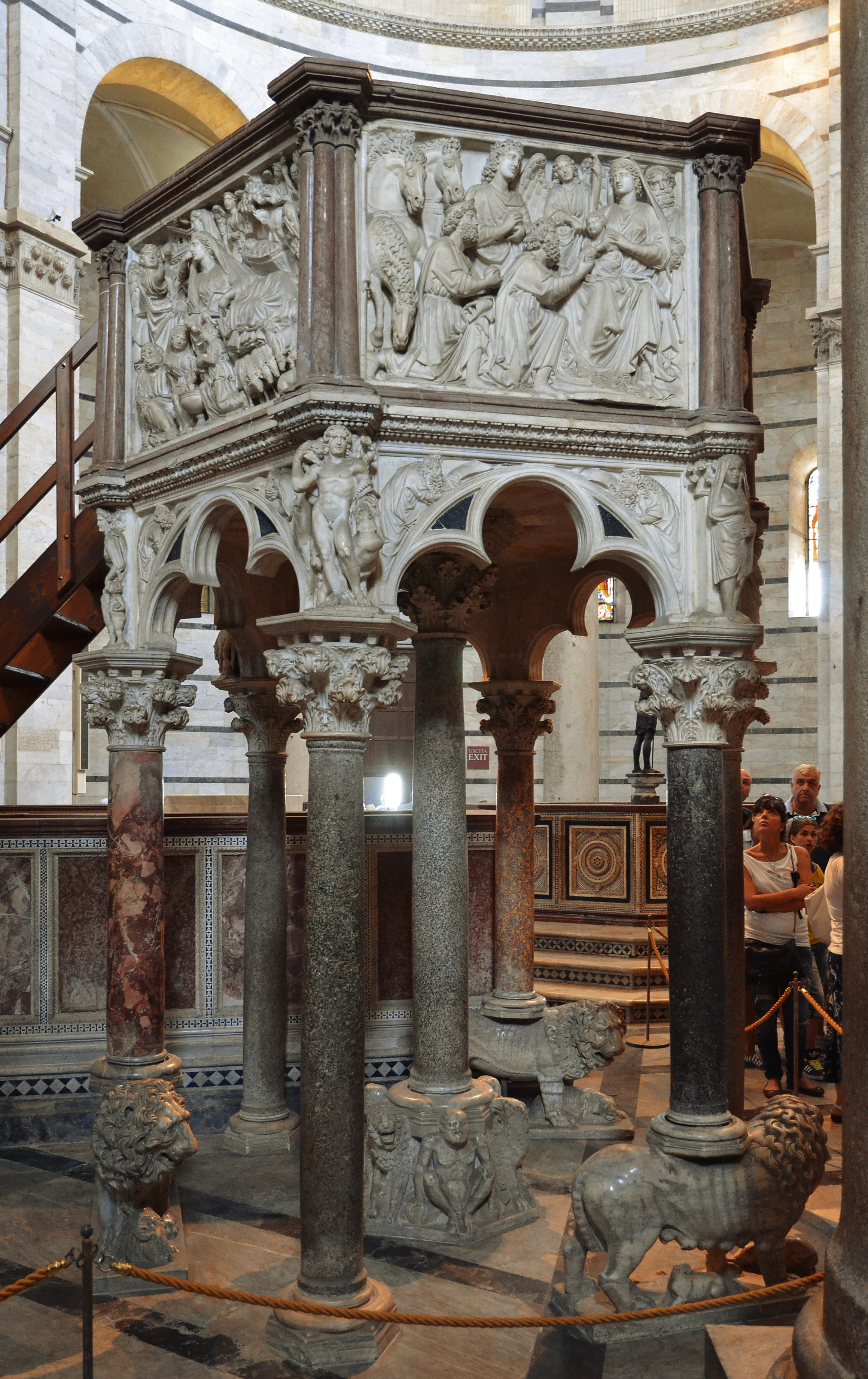
preekstoel in het Baptisterium van Pisa
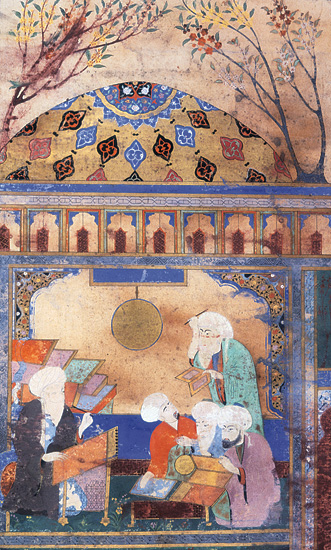
Nasir al-Din al-Tusi in zijn sterrenwacht
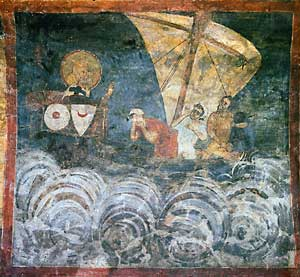
fresco uit de kerk van Bojana
Verdeling van Anhalt

## Geboren
- Andronikos II Palaiologos, keizer van Byzantium (1282-1328)
- Pietro Cavallini, Italiaans kunstschilder en mosaicist

## Overleden
- 29 mei - Christoffel I, koning van Denemarken (1252-1259)
- 29 augustus - Bronislava van Polen (~55), Pools kloosterlinge
- augustus - Möngke (~50), grootkan van de Mongolen (1251-1259)
- Hendrik van Heinsberg, Duits edelman
- Thomas van Savoye (~59), echtgenoot van Johanna van Constantinopel